# Брайтенхайм
Брайтенхайм (нем. Breitenheim) — община в Германии, в земле Рейнланд-Пфальц. 
Входит в состав района Бад-Кройцнах. Подчиняется управлению Майзенхайм.  Население составляет 400 человек (на 31 декабря 2010 года). Занимает площадь 5,69 км².